# Индепенденсия (муниципалитет штата Ансоатеги)
Индепенденсия (исп. Independencia) — один из 21 муниципалитета, входящего в состав штата Ансоатеги , Венесуэлы . Он расположен на юго-востоке указанного штата, имеет площадь 5 929 км²  и население 58 021 житель (по переписи 2023 года).  Муниципалитет Индепенденсия разделен на два прихода: Мамо и Соледад .  Его новой столицей стал город Ориноко, согласно консультативному референдуму, проведенному 24 июля 2022 года, процветающий город с современным подходом, который способствует процветанию своего населения с помощью инновационных проектов с самоокупаемым и самоустойчивым подходом, развивая природный туризм с комплексный подход к своим сообществам. Он признан одним из старейших городов штата Ансоатеги , которому около 400 лет. Муниципалитет расположен в юго-восточных координатах штата Ансоатеги , на левом берегу реки Ориноко . Сьюдад-Ориноко мечтает вырасти перед Рио-Падре (Ориноко). Знаменитый мост Ангостура находится на его территории и соединяет нас с штатом Боливар по суше через Магистр 16. Река Ориноко также является частью штата Ансоатеги с береговой линией длиной 408 км, в этом муниципалитете также расположен мост Оринокия , который является второй мост на реке Ориноко между городом Палиталь (Ансоатеги) и Сьюдад-Гуаяной .
Индепенденсия - это муниципалитет, стратегически расположенный в 120 км от Эль-Тигре и в 9 км от Сьюдад-Боливара . Муниципалитет входит в территорию Нефтяного пояса Ориноко (ОПФ), занимая 42% общей протяженности указанного пояса.
Муниципалитет был создан 2 января 1990 года.

## Административное деление
Муниципалитет делится на 2 прихода:
- Соледад
- Мамо

## Экономика
Экономический сектор составляют крупные нефтяные компании, он относится к блокам Аякучо и Карабобо Нефтяного пояса Ориноко; Есть также малые и средние предприятия по переработке древесины, неформальная торговля, рестораны, сельское хозяйство, животноводство, выращивание свиней, коз, овец и птицы, развита речная рыбная промышленность, а также речной транспорт между Сьюдад-Боливаром и Соледадом .

### Сельское хозяйство
Муниципалитет Индепенденсия является муниципалитетом сельскохозяйственного значения (в настоящее время). Основой ее экономики традиционно было животноводство, которое занимало один из самых высоких уровней, пока не стало одним из важных маршрутов перевозки скота, отправляемого на Карибские острова. На берегах Ориноко, как через порт Соледад, так и через порт Боталон, перевозилось большое количество крупного рогатого скота из Монагаса, Гуарико и других районов штата Боливар. В муниципалитете выращиваются разнообразные сельскохозяйственные культуры, которые имеют большее значение из-за одинаковых географических условий: посевы патрилы, дыни, хлопка, фасоли, кроме того, есть однолетние и многолетние культуры, такие как маниока, манго, авокадо, цитрусовые, оното, саррапия, сахарная яблоня и другие. Что касается занятости в муниципалитете, крупнейшим работодателем является лесной сектор. Во-вторых, танкер. Существует древняя экономика, которая с древних времен поддерживала различные сообщества, обитающие на берегах реки Ориноко: охота и рыбалка, это стационарная деятельность, пик которой достигает пика в определенные и определенные месяцы года. Например, рыбалка Оптимальная точка эксплуатации приходится на август, когда сапоара, копоро и бокачико уходят из разных лагун, расположенных на этих берегах реки. Во время засухи рыбы и дичи не хватает, а на различных островах, расположенных на реке, используются наиболее распространенные сельскохозяйственные культуры: кнут, дыня, фасоль, хлопок и горох.